# 阿比奧斯 (加利福尼亞州)
阿比奧斯（英語：Arbios）是位於美國加利福尼亞州弗雷斯諾縣的一個非建制地區。該地的面積和人口皆未知。

## 地理
阿比奧斯的座標為36°46′46″N 120°23′53″W / 36.77944°N 120.39806°W，而該地的平均海拔高度為52米（即171英尺）。